# Laura Lindstedt
Laura Lindstedt (née le 1er mai 1976 à Kajaani) est un écrivain et chercheur en littérature finlandaise. 

## Biographie
En 1995, Laura Lindstedt passe son baccalauréat préparé au lycée Linna de Kajaani.
En 2002, elle obtient un Master en littérature de l'Université d'Helsinki.
Elle étudie aussi la philosophie, le français, l'histoire de l'art et la sémiotique.
Son sujet de thèse est Mots entre la vie et la mort. L'antinomie entre la parole et l'écriture dans les ouvrages "Les Fruits d'or" et "Le Silence" de  Nathalie Sarraute.
Elle termine sa thèse sur les problèmes de communication dans les œuvres de  Nathalie Sarraute.

## Œuvres primées
Son premier roman Ciseaux (2007), non traduit, est nommé au Prix Finlandia.
Son second roman Oneiron (2015) remporte le Prix Finlandia : « étrange huis clos construit autour de sept personnages de femmes. Sept mortes venues des quatre coins du monde, d’âges divers, qui se retrouvent dans un lieu étrange où elles se rencontrent et se racontent. L’ensemble constitue un récit protéiforme, parfois difforme, mais assez novateur. »,« Le chemin est cahoteux, leurs histoires étant traversées de violences, d’anorexie, de cancer, de maternité et d’amour aussi, mais c’est au bout de la parole, par la nomination de leur vécu, que se trouve cette paix qu’elles tentent de rejoindre. Le repos de la mort.
Dans ce roman déconstruit, la fiction devient parfois poésie, théâtre, coupures de journaux ou essai. L’auteure déploie un style ample, au souffle généreux, et se révèle fort habile à naviguer dans cette hybridation des genres, multipliant les angles d’approche de ses thèmes et dépassant le simple pathos. »,« L’écriture de cette « danse macabre » est volontiers ironique, en une satire enlevée de nos mœurs et de nos espérances : cet au-delà de la condition féminine n’est que la singerie de nos vies, de nos oppressions et de nos tragédie »

## Œuvres
- (fi) Laura Lindstedt, Sakset, Helsinki, Teos, 2007 (ISBN 978-951-851-105-5)
- (fi) Laura Lindstedt, Oneiron, Helsinki, Teos, 2015 (ISBN 978-951-851-544-2)

- (fi) Laura Lindstedt, Ystäväni Natalia, Helsinki, Teos, 2019, 216 p. (ISBN 978-951-851-801-6)

## Prix
- Prix Finlandia, 2015
- Nommée pour le Prix Runeberg, 2016